# Шугар Гроув (Илиноис)
Шугар Гроув (енгл. Sugar Grove) град је у америчкој савезној држави Илиноис.

## Демографија
По попису из 2010. године број становника је 8.997, што је 5.088 (130,2%) становника више него 2000. године.
| Група             | 2000.         | 2010.         |
| Белци             | 3.626 (92,8%) | 7.881 (87,6%) |
| Афроамериканци    | 54 (1,4%)     | 143 (1,6%)    |
| Азијати           | 20 (0,5%)     | 155 (1,7%)    |
| Хиспаноамериканци | 173 (4,4%)    | 698 (7,8%)    |
| Укупно            | 3.909         | 8.997         |